# Eurema upembana
Eurema upembana is een vlindersoort uit de familie van de Pieridae (witjes), onderfamilie Coliadinae.
Eurema upembana werd in 1981 beschreven door Berger, L.